# Karl Ivanovič Opperman
Grof Karl Ivanovič Opperman (rusko Карл Иванович Опперман), nemški general, * 1765, † 1831.
Bil je eden izmed pomembnejših generalov, ki so se borili med Napoleonovo invazijo na Rusijo; posledično je bil njegov portret dodan v Vojaško galerijo Zimskega dvorca.

## Življenje
Kot član nemškega plemstva se je rodil v Damstadtu, kjer je prejel inženirsko in matematično izobrazbo; poleg tega je znal govoriti več jezikov (nemško, francosko, latinsko, grško in rusko). Leta 1799 je vstopil v hessensko vojsko in leta 1783 je bil povišan v inženirskega stotnika.
12. oktobra 1783 je vstopil v rusko vojsko s činom poročnika. Sodeloval je v rusko-švedski vojni 1789-90, zatrtju poljskega upora (1797) in 6. marca 1798 je bil povišan v polkovnika. Maja 1799 je zapustil vojaško službo.
Car Pavel ga je prosil, da se vrne in 3. oktobra 1799 je bil povišan v generalmajorja. Čez dva dni se je vrnil v aktivno vojaško službo in bil dodeljen oddelku za vodne komunikacije. 15. aprila 1801 je postal vodja svojega carskega oddelka in bil zadolžen za izobraževanje carja. Marca 1803 je bil premeščen na Finsko za izboljšanje obrambnih fotifikacij. 6. januarja 1805 je bil poslan v Italijo, da v tajnosti pregleda francoske obrambne fortifikacije. V letih 1806-07 se je boril proti Francozom in v letih 1808-09 proti Švedom. Leta 1809 je postal inšpektor inženirskega oddelka vojnega ministra; naslednje leto je v Sankt Peterburgu ustanovil inženirsko šolo.
30. avgusta 1811 je bil povišan v inženirskega generalporočnika in naslednje leto je nadzoroval oborožitev trdnjav med Rigo in Kijevom. Oktobra istega leta je bil dodeljen Generalštabu Imperialne ruske kopenske vojske. Julija 1813 je postal načelnik štaba poljske armade.
Po vojni je bil odgovoren za izobraževanje inženirskih enot in gradnje trdnjav po celotnem imperiju. Leta 1818 je postal pomočnik in inženirsko-vojaški inštruktor velikega princa Nikolaja Pavlovliča (poznejšega carja Nikolaja I.). 20. januarja istega leta je postal še generalni inšpektor inženirskih enot. 12. decembra 1823 je bil povišan v generala inženirstva. 
20. decembra 1826 je postal častni član Ruske akademije znanosti in Ruske mineraloške družbe. Naslednje leto je postal državni svetnik in 1. julija 1829 je bil povzdignjen v grofa. 
Kljub temu, da je bil učitelj carja, ga je le-ta kaznoval zaradi slabo zgrajene vojašnice v bobrujski trdnjavi, ki se je kmalu po izgradnji porušila. 
Leta 1830 je umrl zaradi kolere.

## Družina
Oba njegova sinova, Aleksander in Leontij, sta bila v vojaški službi.